# 中上紀
中上 紀（なかがみ のり、女性、1971年1月29日 - ）は、日本の小説家。

## 経歴
中上健次・紀和鏡夫妻の子として東京都国分寺市に生まれる。高校、大学時代の10年間をカリフォルニアとハワイで過ごす。ハワイ大学芸術学部卒、東洋美術を学ぶ。アジア各地を旅行し、1999年、ビルマ紀行を上梓し、「彼女のプレンカ」ですばる文学賞受賞、以後、作家、紀行文作家として活躍する。

## 著書
- 『イラワジの赤い花 ミャンマーの旅』 （集英社、1999年）
- 『彼女のプレンカ』 （集英社、2000年 のち文庫）
- 『パラダイス』 （恒文社21、2001年）
- 『悪霊』 （毎日新聞社、アジア・ノワール）2002
- 『いつか物語になるまで』（晶文社、2004年）
- 『夢の船旅 父中上健次と熊野』（河出書房新社、2004年）
- 『アジア熱』（太田出版、2004年）
- 『シャーマンが歌う夜』（作品社、2005年）
- 『リオ 旅に出た川』（黒田征太郎絵 ニーナ・コルニエッツ訳 アートン、2005年）
- 『水の宴』（集英社、2005年）
- 『蒼の風景』（アートン、2006年）
- 『月花の旅人』（毎日新聞社、2007年）
- 『海の宮』（新潮社、2009年）
- 『熊野物語』（平凡社、2009年）
- 『天狗の回路』(筑摩書房、2017年)

共著
- 『再びのソウル「記憶」』（荒木経惟と共著 アートン、2004年10月）
- 『タクシーガール』梁石日共著. バジリコ, 2019.3